# Голованов, Виктор Владимирович
Виктор Владимирович Голованов (род. 2 мая 1959, Москва) — советский и российский деятель органов внутренних дел. Начальник Главного управления уголовного розыска МВД России с 14 июня 2012.
Начальник Московского уголовного розыска с 1996 по 2000 и с 2003 по 6 мая 2011. Исполняющий обязанности начальника Главного управления МВД России по городу Москве с 21 мая по 2 июня 2012. Генерал-лейтенант полиции (2014).

## Биография
Родился 2 мая 1959 года в Москве.
На службу в органы внутренних дел пришёл в 1980 на должность милиционера 125 отделения милиции Москвы.
В 1984 окончил Московскую высшую школу милиции МВД СССР. На руководящих должностях с 1990.
- Начальник отделения 2 отдела Управления уголовного розыска ГУВД Москвы.
- С 1992 по 1995 — начальник 2 отдела Управления уголовного розыска ГУВД по Москве.
- С 1995 по 1996 — первый заместитель начальника Управления уголовного розыска ГУВД по Москве.
- С 1996 по 2000 — заместитель начальника криминальной милиции — начальник Управления уголовного розыска ГУВД по Москве.

Уволен из органов внутренних дел по ст. 19 ч. 6 п. «е» (по сокращению штатов) Федерального закона РФ «О милиции». По данным СМИ, покинул пост вместе с главой столичного ГУВД Николаем Куликовым из-за конфликта между главой МВД Владимиром Рушайло и мэром Москвы Юрием Лужковым. С 2000 по 2003 временно не работал.
- С 2003 по 6 мая 2011 — начальник Московского уголовного розыска.
- С 6 мая 2011 по 16 июня 2012 — заместитель начальника ГУ МВД России по Москве — начальник полиции. Назначен на должность после прохождения переаттестации с присвоением специального звания «генерал-майор полиции»[2].
- С 21 мая по 2 июня 2012 — исполняющий обязанности начальника Главного управления МВД России по городу Москве[3][4][5].
- С 14 июня 2012 — начальник Главного управления уголовного розыска МВД России[6][7].

Указом Президента Российской Федерации от 11 июня 2014 присвоено специальное звание «генерал-лейтенант полиции».

## Семья
Женат, есть дочь.

## Интересные факты
Орденом «За личное мужество» награждён, раскрыв серию убийств, совершенных зимой 1994 маньяком — жителем Украины по фамилии Чайка. Голованов был и среди тех, кто брал серийных убийц Кузнецова (1993), Тимофеева (1993) и Туманова, убившего с особой жестокостью четырёх школьников (1995). Участвовал в обезвреживании группы преступников, которые в 1998 году совершили убийство одиннадцати человек в Юго-Восточном округе Москвы.
Виктор Владимирович Голованов — единственный, кто становился начальником МУРа дважды: в 1996 и, после перерыва, в 2003.

## Награды
- Медаль «За доблесть в службе» (МВД России)
- Медаль «За укрепление уголовно-исполнительной системы» II степени (Минюст России)
- Медаль «За укрепление боевого содружества» (Минобороны России)
- Медаль «За боевое содружество» (ФСБ России)
- Медаль «200 лет МВД России»
- Медаль «В память 850-летия Москвы»
- Медаль «За безупречную службу» I, II, III степеней
- Орден «За личное мужество» (1994)
- Орден Почёта (1996)
- Орден Дружбы (2009)
- Орден Александра Невского (2015)